# 아이하트미디어
아이하트미디어(영어: iHeartMedia, Inc.; 구 CC미디어홀딩스)는 미국 텍사스주 샌안토니오에 본사를 둔 매스 미디어 기업이다. 1972년에 로리 메이스 와 B.J. "레드" 맥콤즈가 설립한 후, 2008년 베인 캐피탈과 토마스 H. 리 파트너스가 차입매수를 통해 비공개로 전환한 회사인 아이하트커뮤니케이션즈(구 클리어채널커뮤니케이션즈)의 지주회사다. 이 인수의 결과로 클리어채널커뮤니케이션즈는 CC미디어홀딩스의 전액 출자 자회사로 운영되기 시작했다. 2014년 9월 16일, CC미디어홀딩스는 아이하트미디어로 이름이 바뀌었고, 클리어채널커뮤니케이션즈는 아이하트커뮤니케이션즈가 되었다.

## 개요
아이하트미디어는 라디오 방송, 팟캐스트, 디지털 및 라이브 이벤트를 전문으로 하는 회사로, 사업부인 아이하트미디어('Inc.' 접미사 없음; 이전의 클리어채널미디어&엔터테인먼트, 클리어채널라디오 등)와 자회사 아이하트미디어&엔터테인먼트(이전의 클리어채널브로드캐스팅)를 통해 미국 내 850개 이상의 풀파워 AM 및 FM 라디오 방송국을 소유하고 있으며 미국 최대의 라디오 방송사 소유주이다. 이 회사는 또한 디지털 플랫폼 아이하트라디오(현재 회사 이름이 여기에서 파생됨)를 통해 인터넷 라디오 및 팟캐스팅 사업도 운영하고 있다.
과거에는 이 회사에서 라이브 이벤트 및 옥외 광고 사업도 관여했지만, 2005년과 2019년에 각각 이러한 사업을 현재의 라이브네이션엔터테인먼트와 클리어채널아웃도어로 분사하여 출범시켰다.

## 역사
클리어채널커뮤니케이션즈는 1972년 샌안토니오의 FM 방송국을 처음으로 인수했다. 이 회사는 1975년에 두 번째로 "클리어채널" AM 방송국 WOAI를 인수했다. 1976년에는 샌안토니오 외부의 방송국을 처음으로 인수했다. 털사에 있는 KXXO(현재 KAKC) 및 KMOD-FM은 "샌안토니오 브로드캐스팅"(KEEZ와 동일)이라는 이름으로 인수되었다. 방송국은 존 월톤 주니어에 의해 텍사스 주 포트아서 (KPAC-AM-FM, 현재 포트아서 대학의 KDEI 와 KTJM)와 텍사스 주 엘패소(KELP, 현재 KQBU)로 늘어났다. 1992년 미국 의회는 라디오 소유에 관한 규정을 약간 완화하여 시장당 2개 이상의 방송국을 인수할 수 있게 하였다. 1995년까지 클리어채널은 43개의 라디오 방송국과 16개의 텔레비전 방송국을 소유했다. 1996년 전기통신법(미국)이 제정되면서 미디어 소유 규제가 완화되어 한 회사가 이전에 허용된 것보다 더 많은 방송국을 소유할 수 있게 되었다. 클리어채널은 70개 이상의 다른 미디어 회사와 개별 방송국을 인수하면서 계속해서 구매에 나섰다.
경쟁사를 인수한 후 일부 도시에서 법적 기준을 초과했기 때문에 클리어채널이 일부 방송국을 매각해야만 했던 경우도 있었다. 2005년에 법원은 클리어채널이 티후아나, 바하칼리포르니아주/샌디에고에 있는 얼터너티브 록 라디오 방송국 XETRA-FM("91X")과 같은 국경 도시의 일부 "보더 블래스터(직접적인 허가를 받지는 않았지만 사실상 국경 너머를 대상으로 하는 국경 밖의 방송국)" 라디오 방송국도 매각해야 한다고 판결했다.
1997년, 클리어채널은 칼 엘러가 이끄는 광고매체 회사인 엘러미디어를 인수하면서 방송 이외의 것으로도 사업 범위를 넓혔다.
1998년, 로저 패리가 이끄는 영국의 주요 옥외 광고 회사인 모어 그룹(More Group plc)를 인수하면서 미국 이외의 지역으로 첫 진출을 하였으며, 이후 클리어채널은 계속해서 전 세계 여러 옥외 광고, 라디오 방송, 라이브 이벤트 회사를 인수하여 클리어채널인터내셔널로 브랜드명을 변경했다. 여기에는 중국의 클리어미디어(Clear Media Ltd.) 지분 51%가 포함되었다.
1999년, 신시내티에 본사를 둔 라디오 회사 자코르커뮤니케이션즈를 인수했다. 또한 새로운 위성 라디오 서비스인 XM 위성 라디오에 투자하여 이 서비스에서 일부 방송국을 프로그래밍할 수 있는 권리를 부여받았다(일부 방송국 및 신디케이트에서 가져옴).
R. 스티븐 힉스와 힉스, 뮤즈, 테이트 & 퍼스트는 1996년에 캡스타브로드캐스팅을 시작했고, 1년 후 총 243개의 방송국을 보유한 미국 최대의 라디오 방송국 소유주가 되었다. 1997년 8월, 캡스터와 힉스, 뮤즈, 테이트 & 퍼스트는 SFX브로드캐스팅을 인수할 계획을 발표했으며, 그 결과 SFX브로드캐스팅은 79개 시장에서 314개의 방송국을 소유하고 매출 기준으로 세 번째로 큰 라디오 그룹이 되었다. 1년 후 챈슬러미디어코퍼레이션과 캡스타브로드캐스팅은 1999년 2분기 거래가 완료되면 챈슬러미디어가 105개 시장에서 463개 방송국을 소유하게 될 합병을 발표했다. 힉스, 뮤즈, 테이트 & 퍼스트는 83개 시장에서 355개 방송국을 보유한 캡스타의 59%를 소유했으며, 챈슬러(22개 시장에 108개 방송국 보유)는 15%의 지분을 보유한 최대 단일 소유주였다. 이후 챈슬러미디어는 1999년 10월 3일 발표된 거래에서 174억 달러에 인수된 클리어채널이 인수한 AMFM Inc.가 되었다. 그 결과 이 회사는 32개국에서 830개의 라디오 방송국, 19개의 텔레비전 방송국, 425,000개 이상의 옥외 디스플레이를 소유하게 되었다.
2000년, 클리어채널은 전국적으로 운영되는 지역 기획사 통합에 중점을 둔 공연기획사인 로버트 F. X. 실러만의 SFX엔터테인먼트를 인수했다. 2005년, 클리어채널은 엔터테인먼트 및 라이브 이벤트 사업을 라이브네이션으로 분사했다.

## 레버리지 매수
2006년 11월 16일, 클리어채널은 두 개의 사모펀드 회사인 토마스 H. 리 파트너스와 베인 캐피탈 파트너스가 80억 달러의 클리어채널 부채 인수를 포함해 267억 달러에 인수하는 비상장 계획을 발표했다. 이는 11월 16일 종가인 주당 35.36달러에 10% 미만의 프리미엄이 붙은 것이다(이 거래는 클리어채널의 가치를 주당 37.60달러로 평가함). 2006년 11월 16일에 발표된 별도의 거래에서 클리어채널은 사모펀드 구매자가 텔레비전이나 소규모 시장의 라디오 소유에 관심이 없었기 때문에 모든 텔레비전 방송국과 539개의 소규모 라디오 방송국에 대한 구매자를 찾을 것이라고 말했다. 합병 완료 후 100개가 넘는 방송국이 알로하스테이션트러스트에 인수되었다. 텔레비전 방송국은 2007년 4월 23일 프로비던스에퀴티파트너스가 소유한 방송사인 뉴포트텔레비전에 매각되었다.
2007년 신용 시장 경색으로 인해 클리어채널은 일부 라디오 방송국을 매각하는 데 어려움을 겪었다. 클리어채널은 100개 이상의 방송국을 굿라디오.TV에 매각하려 했으나 이 거래를 뒷받침하는 주식회사가 거부했다. 그 후 거래는 프리퀀시라이선스LLC로 옮겨갔지만 양측이 소송을 벌이면서 해결에 더 오랜 시간이 걸렸다. 게다가 프로비던스가 다른 옵션을 고려하면서 클리어채널의 텔레비전 포트폴리오를 뉴포트 텔레비전에 매각하는 것도 불확실해졌지만 결국 이 거래는 완료되었다.
2007년 12월 4일, 클리어채널은 인수 절차 종료일을 2007년 12월 12일에서 2008년 6월 12일로 연장했다고 발표했다. 2008년 7월 24일, 클리어채널은 특별 주주총회를 개최했고,이 자리에서 대다수 주주들은 베인 캐피탈과 토마스 H. 리 파트너스의 주당 36달러 수정 제안을 수락하여 거래를 179억 달러에 부채를 더한 금액으로 재평가했다. 주주들은 보유하고 있는 클리어 채널 보통주 1주당 현금 36달러 또는 CC미디어클래스 A 보통주 1주를 받았다. 이 회사는 2009년 1월 20일에 보다 중앙 집중화된 프로그래밍으로 전환하고 전체 직원의 약 7%인 1,500명의 직원을 해고할 것이라고 발표했다. 그 이유는 암울한 경제 상황과 민간기업으로의 전환에 따른 부채 때문이었다. 2009년 5월 구조조정이 완료될 때까지 총 2,440명을 해고하였다.

## 같이 보기
- TuneIn

## 참조
- 미 라디오 방송사 인수 경쟁 - 매일경제(1997-08-28)

1. ↑  “Clear Channel's John Hogan Retires, Bob Pittman's Contract Extended”. 《Billboard.com》. 2014년 1월 13일. 2014년 8월 19일에 원본 문서에서 보존된 문서. 2014년 7월 29일에 확인함. ... Bob Pittman, chairman and CEO of CC Media Holdings...
2. ↑  “iHeartMedia Announces New Operational Structure”. radioworld.com. 2021년 2월 26일. 2021년 7월 23일에 확인함.
3. ↑  “iHeart Podcast Chief Conal Byrne Takes Bigger Digital Role Under New Company Structure”. insideradio.com. 2021년 2월 26일.
4. 1 2 3 4 5  “iHeart Media 10K 2019” (PDF). iHeartMedia. 2021년 1월 16일에 확인함.
5. ↑  “iHeartMedia”. 《Fortune》. 2018년 12월 31일에 원본 문서에서 보존된 문서. 2021년 7월 26일에 확인함.
6. ↑  “CLEAR CHANNEL COMMUNICATIONS INC (Form Type: 8-K, Filing Date: 07/22/2008)”. secdatabase.com. 2014년 7월 14일에 원본 문서에서 보존된 문서. 2016년 1월 12일에 확인함.
7. ↑  Peker, Emre (2011년 2월 7일). “Clear Channel Seeks Amendment to Refinance LBO Debt”. 《Bloomberg》. 2012년 7월 12일에 원본 문서에서 보존된 문서.
8. ↑  Sisario, Ben (2014년 9월 16일). “Clear Channel Renames Itself iHeartMedia, in an Embrace of the Digital”. 《The New York Times》. 2014년 9월 17일에 원본 문서에서 보존된 문서. 2014년 9월 16일에 확인함. CC Media Holdings, for example, the overall corporation, will be renamed iHeartMedia Inc., and Clear Channel Communications, its major subsidiary, will become iHeartCommunications.
9. ↑   (보도 자료). iHeartMedia. |제목=이(가) 없거나 비었음 (도움말)
10. ↑  “The iHeartPodcast Network”. distributed on all major podcast platforms, including ...
11. ↑  “iHeartMedia Tries Its Hand at Podcast Translation (Again)”. 2020년 12월 1일. This week's edition of Nick Quah's Hot Pod, an industry newsletter about podcasting, explores iHeartMedia's attempt to translate hit podcasts for
12. ↑  “Clear Channel Gives Details on Spinoff Of Live Nation Unit”. 《Wall Street Journal》 (미국 영어). 2005년 12월 15일. ISSN 0099-9660. 2020년 10월 27일에 확인함.
13. ↑  Leeds, Jeff (2005년 4월 30일). “Clear Channel to Spin Off Its Entertainment Division (Published 2005)”. 《The New York Times》 (미국 영어). ISSN 0362-4331. 2020년 10월 27일에 확인함.
14. ↑  “New Suitors May Come Calling After iHeart and Clear Channel Get Divorced”. 《Bloomberg.com》 (영어). 2018년 12월 21일. 2020년 10월 27일에 확인함.
15. ↑  Express-News, David Hendricks, San Antonio (2017년 11월 7일). “Things to know about iHeartMedia, San Antonio's troubled media giant”. 《mySA》 (미국 영어). 2021년 2월 1일에 확인함.
16. ↑  “Clear Channel Communications, Form 8-K, Current Report, Filing Date Apr 17, 1997”. secdatabase.com. 2015년 10월 17일에 원본 문서에서 보존된 문서. 2013년 3월 26일에 확인함.
17. ↑  “Clearchanneloutdoor.com”. 2006년 4월 18일에 원본 문서에서 보존된 문서. 2018년 1월 15일에 확인함.
18. ↑  “Clear Channel Communications, Form 8-K, Current Report, Filing Date May 7, 1999”. secdatabase.com. 2015년 10월 17일에 원본 문서에서 보존된 문서. 2013년 3월 27일에 확인함.
19. ↑  “Clear Channel Sells SiriusXM Stake; Stations To Leave Service”. 《RadioInsight》 (미국 영어). 2013년 8월 2일. 2020년 1월 21일에 확인함.
20. ↑  “Hicks, Muse, Tate & Furst and Capstar Broadcasting Corporation to Acquire SFX Broadcasting in Transaction Valued at Approximately $2.1 Billion”. 《Business Wire》. 1997년 8월 25일. 2014년 4월 21일에 원본 문서에서 보존된 문서. 2011년 11월 3일에 확인함.
21. ↑  “Chancellor Media And Capstar Broadcasting To Merge, Creating Nation's Largest Radio Broadcasting Company With Enterprise Value Of More Than $17 billion”. 《Business Wire》. 1998년 8월 27일. 2018년 12월 12일에 원본 문서에서 보존된 문서. 2011년 11월 3일에 확인함.
22. ↑  “Clear Channel Communications, Form 8-K, Current Report, Filing Date Oct 5, 1999”. secdatabase.com. 2015년 10월 17일에 원본 문서에서 보존된 문서. 2013년 3월 27일에 확인함.
23. ↑  “Clear Channel gets AMFM”. 《CNNMoney》. 1999년 10월 4일. 2012년 11월 10일에 원본 문서에서 보존된 문서. 2011년 11월 3일에 확인함.
24. ↑  “Radio Titans to Combine / Clear Channel buying AMFM for $16.6 billion”. 《San Francisco Chronicle》. 1999년 10월 5일. 2012년 7월 9일에 원본 문서에서 보존된 문서. 2011년 11월 3일에 확인함.
25. ↑  “Clear Channel to Buy SFX Entertainment”. 《Los Angeles Times》 (미국 영어). 2000년 3월 1일. 2020년 1월 21일에 확인함.
26. ↑  “Clear Channel Gives Details on Spinoff Of Live Nation Unit”. 《Wall Street Journal》 (미국 영어). 2005년 12월 15일. ISSN 0099-9660. 2020년 1월 21일에 확인함.
27. 1 2  Ahrens, Frank (2006년 11월 17일). “Clear Channel Sale to End Era”. 《The Washington Post》. D1면. 2017년 9월 5일에 원본 문서에서 보존된 문서. 2007년 5월 3일에 확인함.
28. ↑  “Clear Channel Communications, Form 8-K, Current Report, Filing Date Nov 16, 2006”. secdatabase.com. 2015년 10월 17일에 원본 문서에서 보존된 문서. 2013년 3월 27일에 확인함.
29. ↑  “Clear Channel Communications, Form 8-K, Current Report, Filing Date Mar 20, 2008”. secdatabase.com. 2014년 1월 6일에 원본 문서에서 보존된 문서. 2013년 3월 27일에 확인함.
30. ↑  “Clear Channel Communications, Form 8-K, Current Report, Filing Date Apr 26, 2007” (PDF). secdatabase.com. 2015년 10월 17일에 원본 문서 (PDF)에서 보존된 문서. 2013년 3월 27일에 확인함.
31. ↑  Wall Street Journal newswire (2007년 4월 23일). “Clear Channel sells TV assets to Providence Equity”. 《The Boston Globe》. 2012년 10월 10일에 원본 문서에서 보존된 문서. 2007년 5월 3일에 확인함.
32. ↑  “Clear Channel Communications, Form 8-K, Current Report, Filing Date May 4, 2007” (PDF). secdatabase.com. 2015년 10월 17일에 원본 문서 (PDF)에서 보존된 문서. 2013년 3월 27일에 확인함.
33. ↑  The Florida Times-Union, Sale of Clear Channel TV stations uncertain 보관됨 1월 8, 2008 - 웨이백 머신.
34. ↑  “Clear Channel Communications, Form 8-K, Current Report, Filing Date Dec 5, 2007”. secdatabase.com. 2015년 10월 17일에 원본 문서에서 보존된 문서. 2013년 3월 27일에 확인함.
35. ↑  “CLEAR CHANNEL COMMUNICATIONS INC (Form Type: 8-K, Filing Date: 07/24/2008)”. secdatabase.com. 2016년 3월 4일에 원본 문서에서 보존된 문서. 2016년 1월 12일에 확인함.
36. ↑  Reuters.com, Clear Channel shareholders OK $17.9 billion buyout, (retrieved July 14, 2008)
37. ↑  Yorke, Jeffrey (2008년 7월 30일). “Clear Channel Privatization Deal Done”. Radio and Records.[깨진 링크(과거 내용 찾기)]
38. ↑  Clear Channel to cut U.S. Workforce by 7%, WSJ.com 보관됨 7월 9, 2017 - 웨이백 머신
39. ↑  All Access (April 28, 2009) Clear Channel Radio Completes Staff Reduction Connected To Restructuring